# Cad Goddeu (Bitwa drzew)

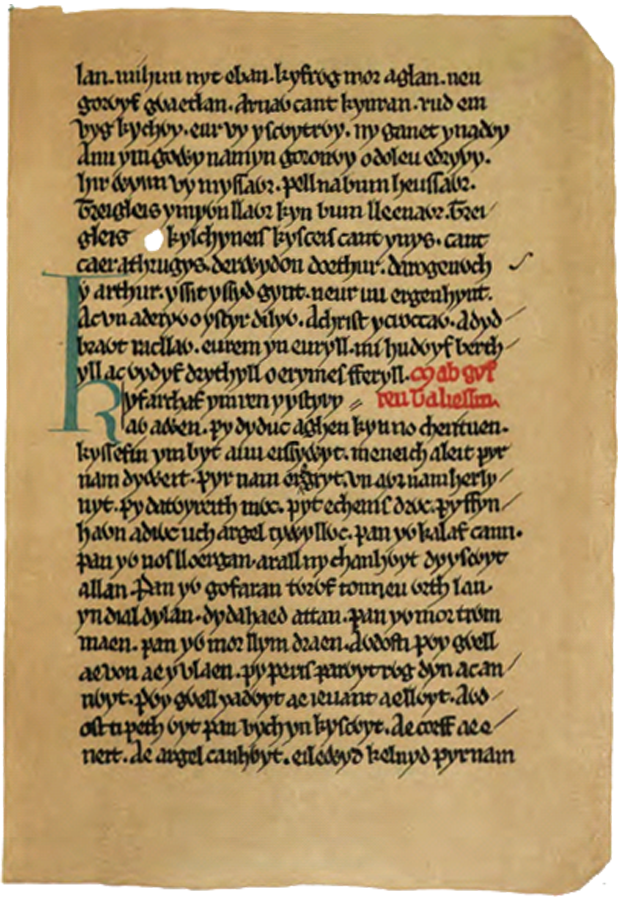
Strona rękopisu Llyfr Taliesin

Cad Goddeu (Bitwa drzew) – walijski poemat, prawdopodobnie z XIV wieku, choć być może oparty na starszych wzorach, zachowany w Llyfr Taliesin (ang. The Book of Taliesin). Utwór opowiada o czarodzieju, imieniem Gwydion, który swoją mocą przemienia drzewa w lesie w walczących wojowników. 
Własną oryginalną interpretację poematu dał w książce The White Goddess angielski poeta, powieściopisarz i antropolog Robert Graves.